# التنباك
التنباك أوتنباك وبيت التنباك أو الپان (بالهندية पान وبالإنكليزية Paan أو Betel Chewing) وهي عبارة عن خليط من بذور الفوفل Areca nut (وهي بذور نبات الحضض الهندي واسمه Areca catechu من العائلة النخلية Palmae) وأوراق التنبول والجير المطفي تستعمله شعوب جنوب آسيا وشبه القارة الهندية للمعالجة ولتحسين رائحة الفم. وهناك دلائل تشير إلى أن هذه المضغة من المسببات للسرطان

## مكونات المضغة
تحتوي أوراق نبات التنبول على مواد عطرية طيارة مهبطة للجهاز العصبي المركزي والذي يرجع إليه التأثير المُرضي للنفس والجسم نتيجةً للتأثير المنعش والمرخي للنفس والجسم.
تحتوي على النيكوتين وهي أسرع فتكا بالجسم من الدخان
وتحتوي بذور الفوفل على 11 – 26 % على مواد عفصية Tannins وعلى أشباه قلويات بنسبة 0.15 – 0.67 % وهي : Guvacin، Arecoline, Arecaidine، Guacine، Guvacoline، Arecolidine. وهي عبارة عن مواد طاردة للربدان وقابضة للجروح والتقرحات.
ماء الجير أو الجير المطفي Slaked lime عبارة عن مادة قلوية هي هيدروكسيد الكالسيوم [ هيدروكسيد الكالسيوم Ca (OH)2 ] وهي مادة قلوية حارقة أكالة يعتمد تأثيرها الضار على الكمية المستخدمة وكثرة أو مداومة استخدامها وتركيزها المستخدم.

## التأثير الدوائي
التأثير الدوائي (الفارماكولوجي) للمواد الفعالة من أوراق التنبول هو:
- تهدئة الأمغاص والآلام الحشوية
- تهبيط الجهاز العصبي المركزي
- الاسترخاء الجسمي والنفسي
- التأثير المضاد للبكتريا والفطريات

ويستخدم أيضاً كمضاد للالتهاب وطاردة للارياح.

## علاقة بالأورام السرطانية
ولكن أثبتت الدراسات التي أجريت في كل من الهند سيريلانكا وغينيا الجديدة بأن هناك علاقة وطيدة بين عادة مضغ التنبول (بمكوناته المختلفة أعلاه) وبين الأورام السرطانية لفتحة الفم.
العلاقة تكون أكثر وضوحاً لدى المضغة المحتوية على التبغ والفوفل والجير أكثر من مضغ الأوراق منفردة بدون حشوة. دراسة أخرى لم تفرق بين علاقة مضغة التنبول بأورام تجويف الفم سواء كانت مفردة أو مع حشوة أخرى.

## معرض صور

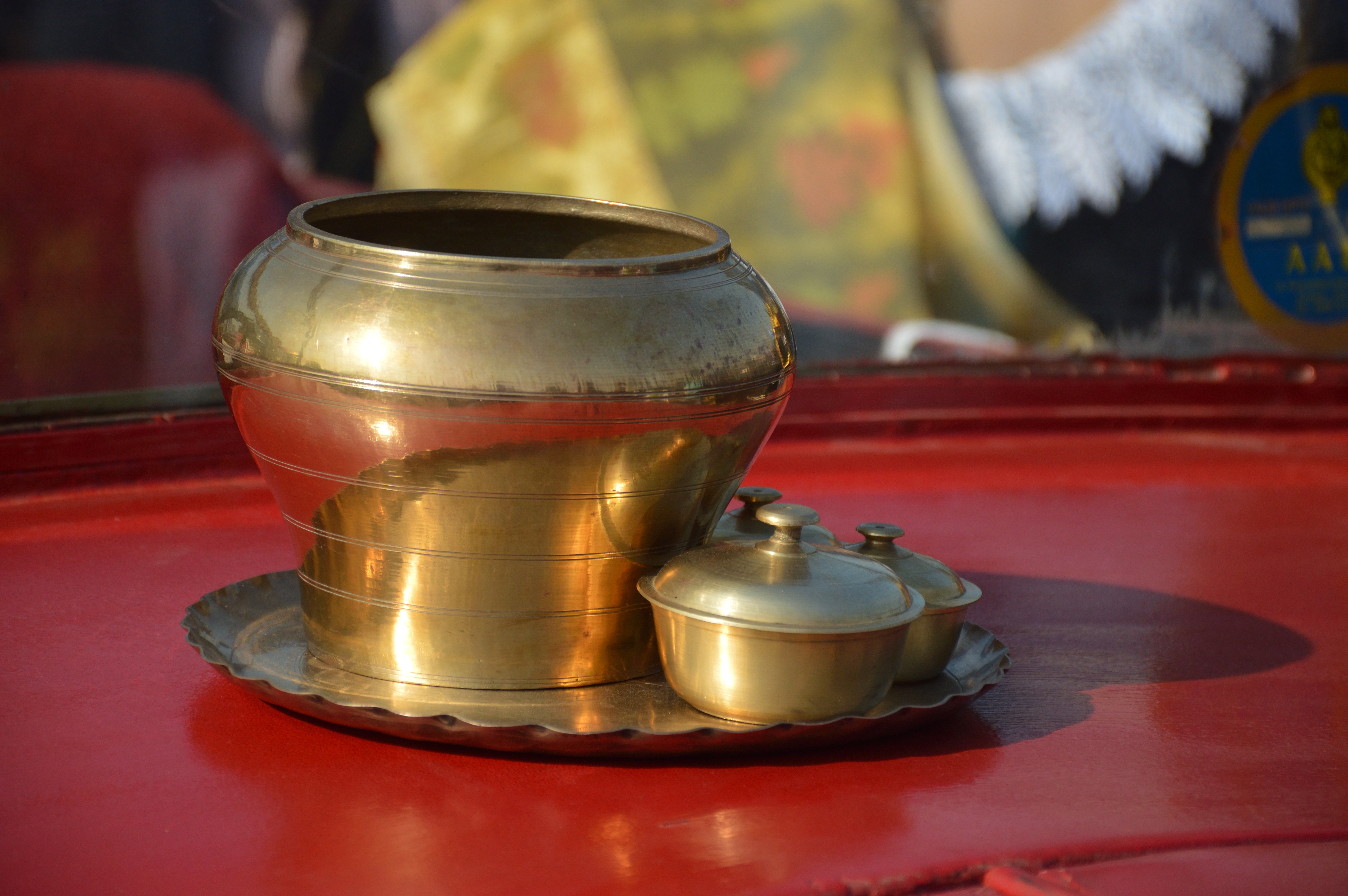
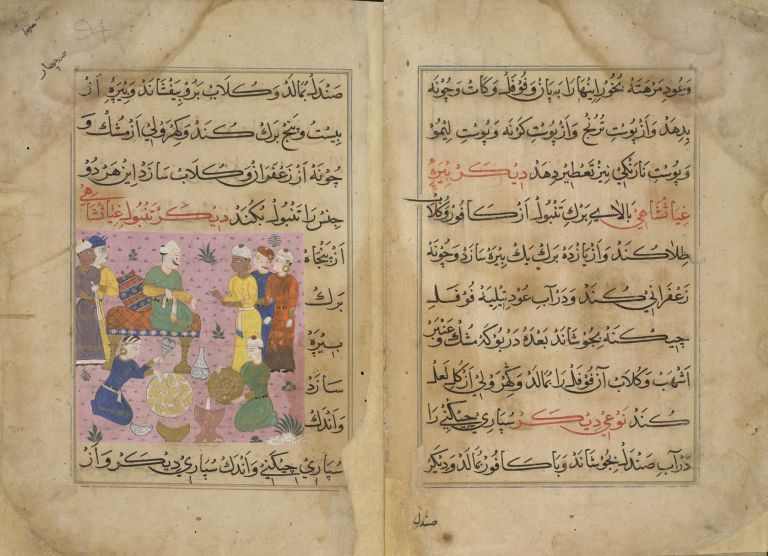
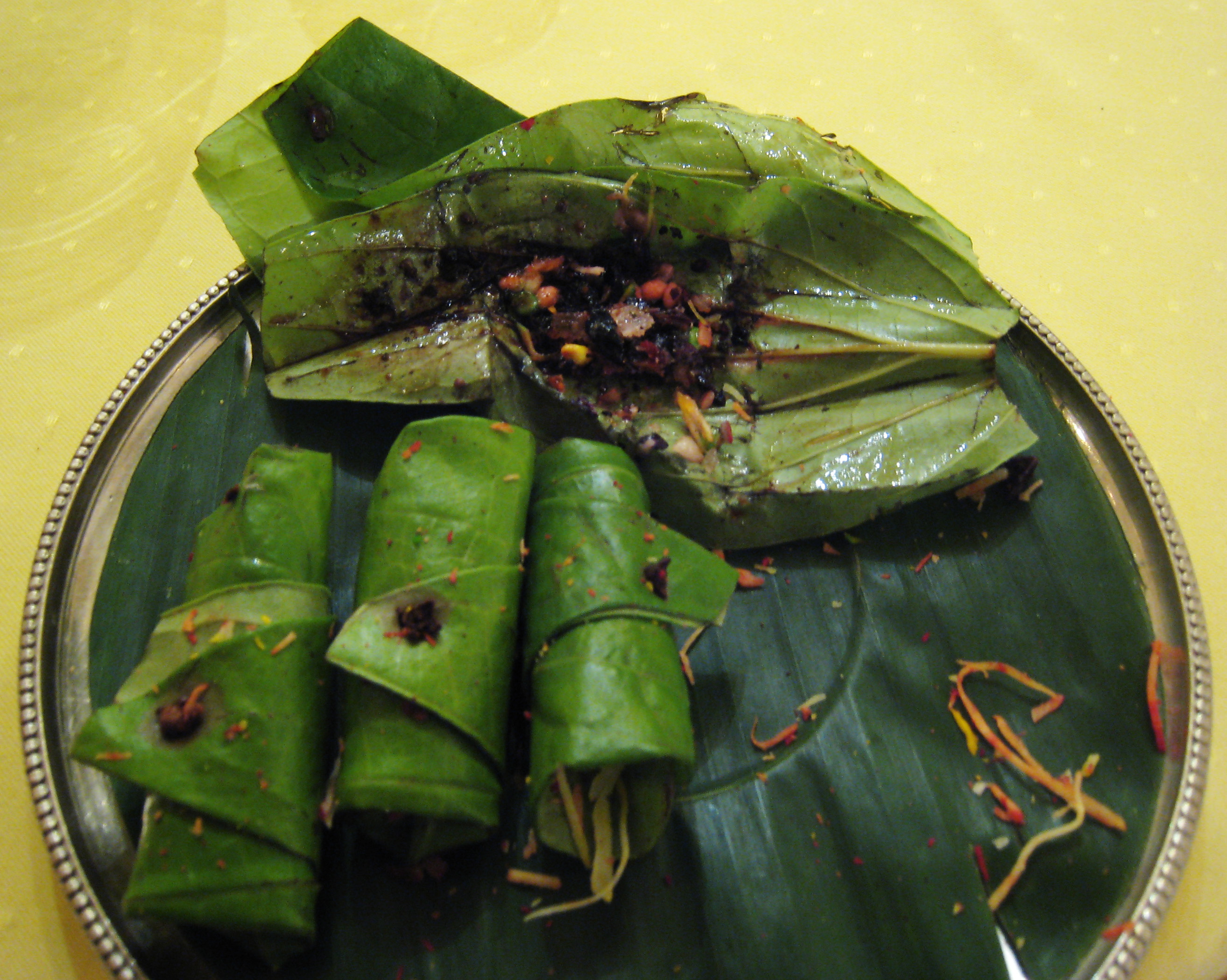
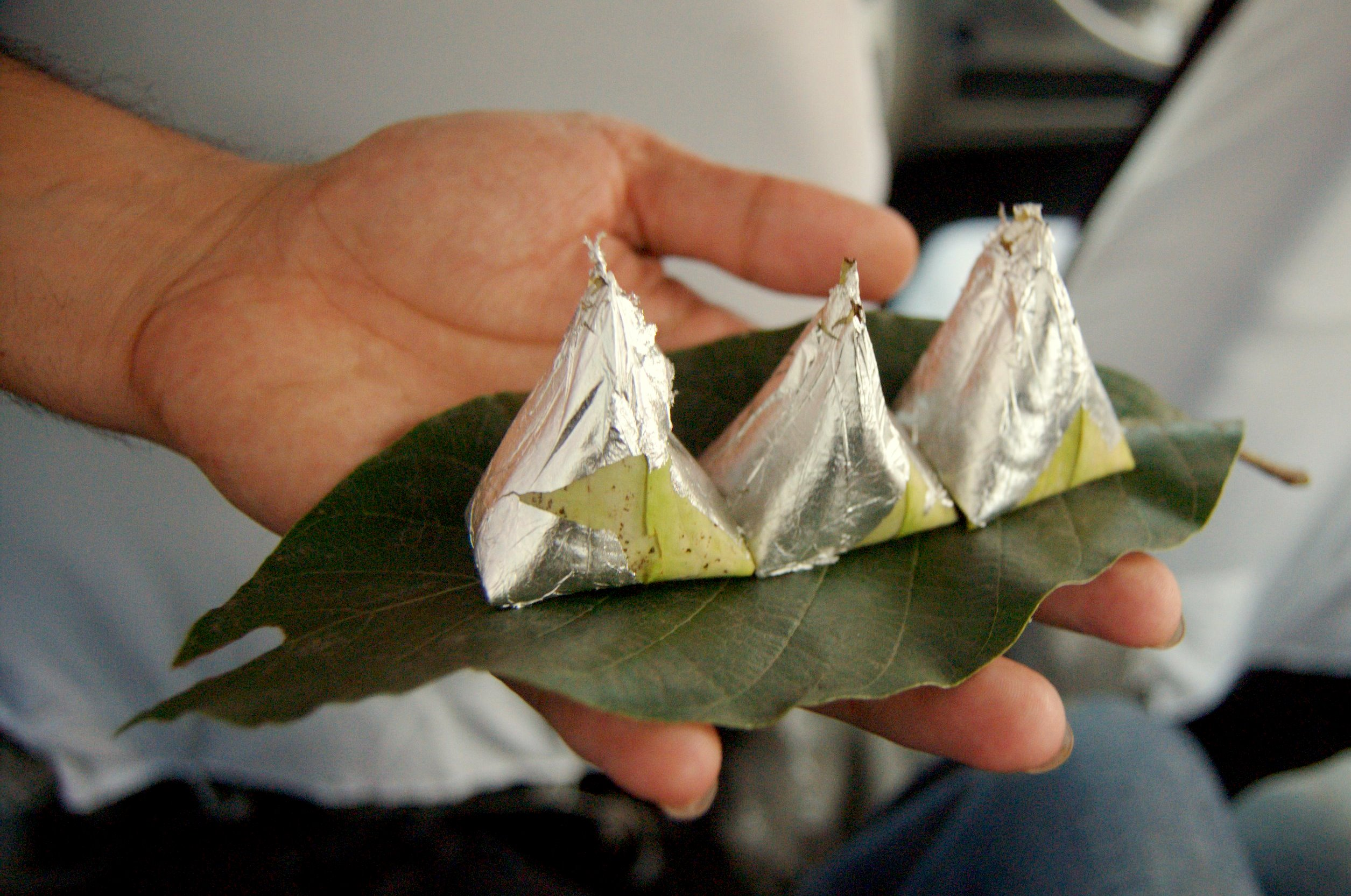